# Maserati A6
Maserati A6 — серия автомобилей класса Gran Turismo, гоночных спортивных автомобилей и автомобилей с открытыми колёсами, производившихся итальянской компанией Maserati в период с 1947 по 1956 год. Они были названы в честь Альфиери Мазерати (одного из братьев Мазерати, основателей Maserati), а A6 из-за шестицилиндрового двигателя.
1,5-литровый рядный шестицилиндровый двигатель получил название A6 TR (Testa Riportata из-за съемной головки блока цилиндров), был основан на довоенном Maserati 6CM и развивал мощность 65 л.с. (48 кВт). Впервые он появился в A6 Sport или Tipo 6CS/46, прототипе с кузовом баркетта, разработанном Эрнесто Мазерати и Альберто Массимино. После прототипа была двухдверная берлинетта, спроектированная Pininfarina,  впервые показанная на Международном автосалоне 1947 года в Женеве (произведено 59 автомобилей), а также спайдер, показанный на салоне автомобилей в Турине в 1948 году (2 штуки).
2-литровый рядный шестицилиндровый двигатель мощностью 120 л.с. использовался в двухместном автомобиле A6 GCS, буква G обозначала Ghisa, чугунный блок цилиндров, а буква CS обозначала Corsa Sport.
A6G серия двухдверных купе и спайдеров для езды по городу, а не для соревнований. Кузова для неё производили Pininfarina, Pietro Frua, Ghia, Gruppo Bertone, Carrozzeria Allemano, Zagato и Carrozzeria Vignale. У машин чугунные блоки цилиндров. Maserati A6 обычно оснащался 16-дюймовыми дисками Borrani и шинами Pirelli Stella Bianca.
Аббревиатуры, обозначающие каждую модель, интерпретируются следующим образом:
- А6: название серии: А для Альфьери (Мазерати), 6 для шести цилиндров.
- G: «Ghisa», чугун, материал блока цилиндров.
- CS: «Corsa Sport», для гоночных спортивных автомобилей.
- CM: «Corsa Monoposto», для одноместного гоночного автомобиля.

«1500» или «2000» обозначают округлённый общий объем двигателя в кубических сантиметрах; а суффиксы, такие как «53», обозначают год появления этого типа.

## A6 Sport
Эрнесто Мазерати начал работу над Tipo 6CS/46, также называемым A6 Sport или A6CS, в 1945 году. Два прототипа берлинетты, разработанные совместно с Альберто Массимино, были построены в конце 1946 года для гоночного сезона 1947 года. В 6CS/46 использовались 1,5-литровые (1493 куб.см) рядные шестицилиндровые двигатели от довоенного Maserati 6CM. Они заняли первые два места на трассе Circuito di Piacenza 11 мая 1947 года под управлением Джулио Барбьери и Марио Анджолини. Вполне вероятно, что «Maserati 6CS 1500», выигравший гонку в Вогере в октябре 1946 года под управлением Луиджи Виллорези, также принадлежит к этому типу.

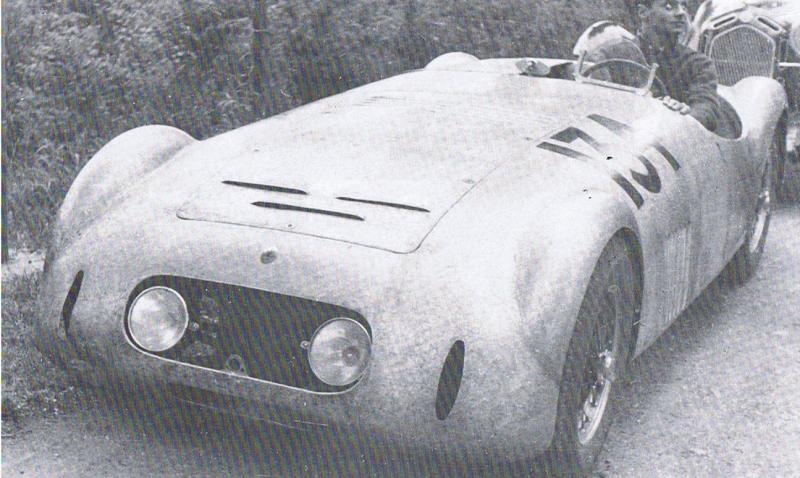
Берлинетта A6CS
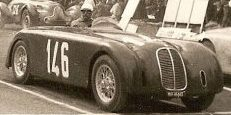
Maserati A6CS в Пьяченце в 1947 году
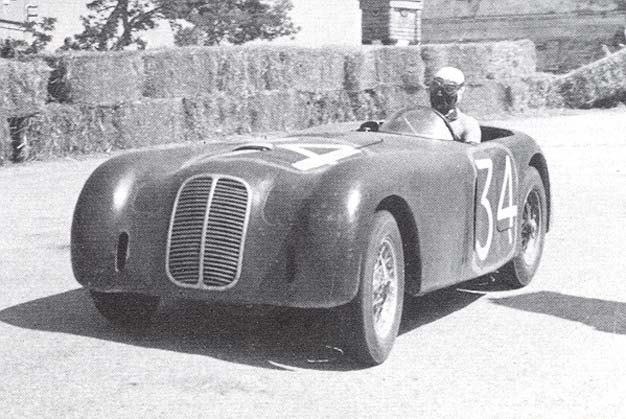
Феличе Бонетто на автомобиле A6 Sport в Пескаре, 1947 год

## A6 GCS

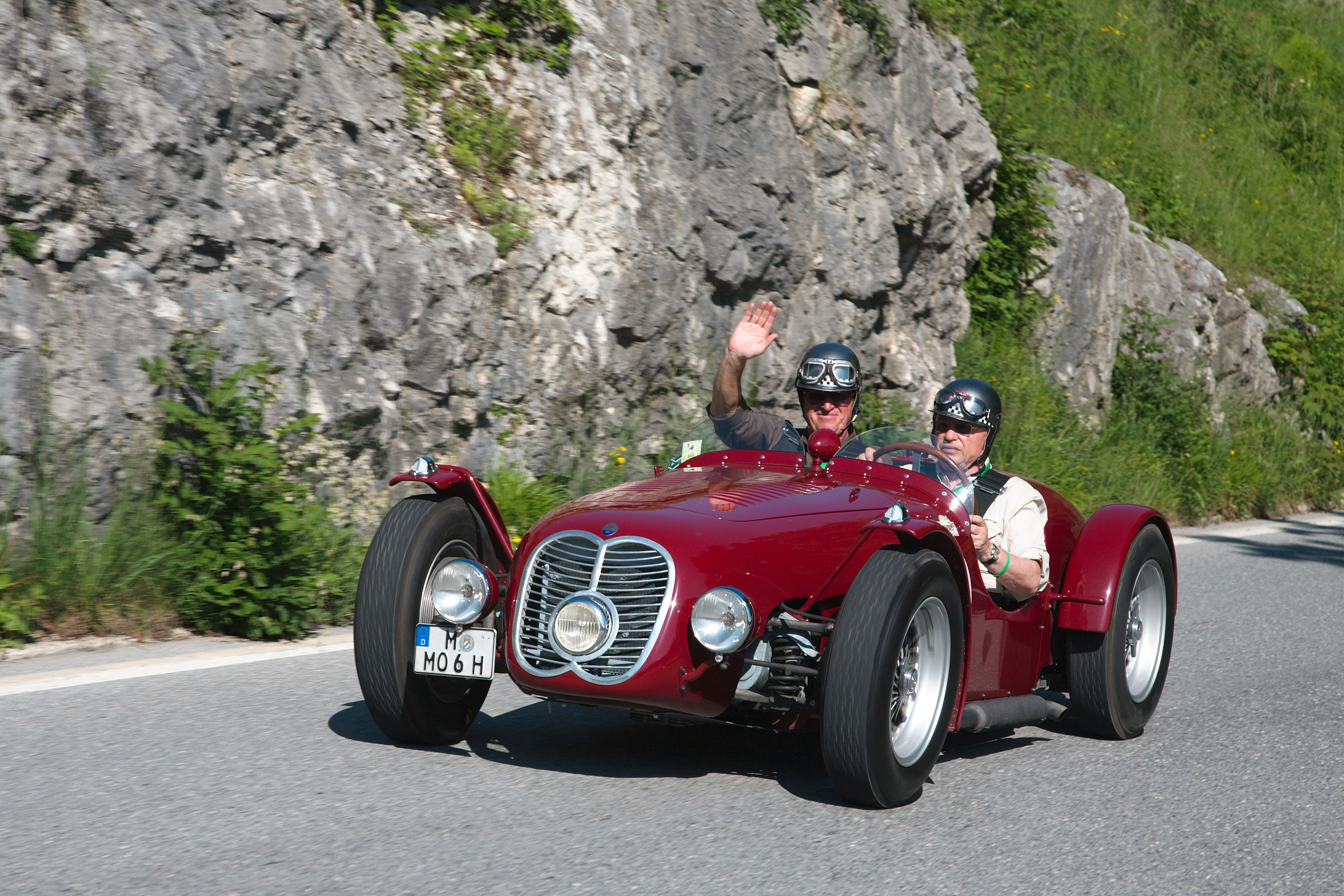
Maserati A6GCS "Monofaro"

В 1947 году компания Maserati разработала двухместный спортивный гоночный автомобиль с двухлитровым двигателем под названием A6GCS. Сначала его мощность была 120 л.с. (88 кВт), но в 1952 году его модернизировали. Рабочий объем составляет 1978 куб.см (диаметр цилиндра 72 мм, ход поршня 81 мм).
A6 GCS часто также называют Monofaro, имея в виду его единственную фару. Эта машина с велокрылом впервые выступила на соревнованиях в Модене в 1947 году с Луиджи Виллорези и Альберто Аскари и выиграла чемпионат Италии 1948 года с Джованни Бракко за рулем. Вес варьировался от 580 до 670 кг. В период с 1947 по 1953 год было произведено пятнадцать автомобилей, два из которых были экспортированы в Бразилию и один в США.

## A6 1500
A6 1500 (официальное название 1500 Gran Turismo) был первым серийным дорожным автомобилем Maserati. Разработка была начата в 1941 году братьями Мазерати, но была остановлена, поскольку приоритеты сместились на производство военного времени, и завершилась только после войны.
Первое шасси, с кузовом от Pininfarina, дебютировало на Международном автосалоне в Женеве в марте 1947 года. Этот прототип представлял собой двухдверную, двухместную, трехоконную берлинетту с конусообразной кабиной и футуристическими скрытыми фарами. Три квадратных окна были расположены на полностью интегрированных передних крыльях. Автомобиль был запущен в мелкосерийное производство, и большая часть машин также получила кузов от Pininfarina. Для производства Pininfarina изменили дизайн. В отличие от прототипа, на новой версии было ещё два боковых окна и из-за этого фары были заменены на обычные. Позже автомобили получили кузов фастбэк 2+2. Кабриолет от Pininfarina был показан на салоне автомобилей в Турине в 1948 году, и было изготовлено два автомобиля; В 1949 году Zagato сделали одному автомобилю характерный кузов-купе Panoramica с расширенной теплицей. Шестьдесят один A6 1500 был построен в период с 1947 по 1950 год, после его начали постепенно заменять A6G 2000.

A6 1500 был оснащен рядным шестицилиндровым двигателем объемом 1488 куб.см (1,5 л) (диаметр цилиндра 66 мм, ход поршня 72,5 мм) с одним газораспределительным механизмом и одним карбюратором Weber мощностью 65 л.с. (48 кВт); начиная с 1949 года некоторые автомобили оснащались тройными карбюраторами. Максимальная скорость варьировалась от 146 до 154 км/ч в зависимости от передачи и конструкции кузова. Шасси было построено из трубчатой и листовой стали. Подвеска имела двойные поперечные рычаги спереди и твёрдая ось сзади, с гидравлическими амортизаторами Houdaille и винтовыми пружинами на всех четырех углах.

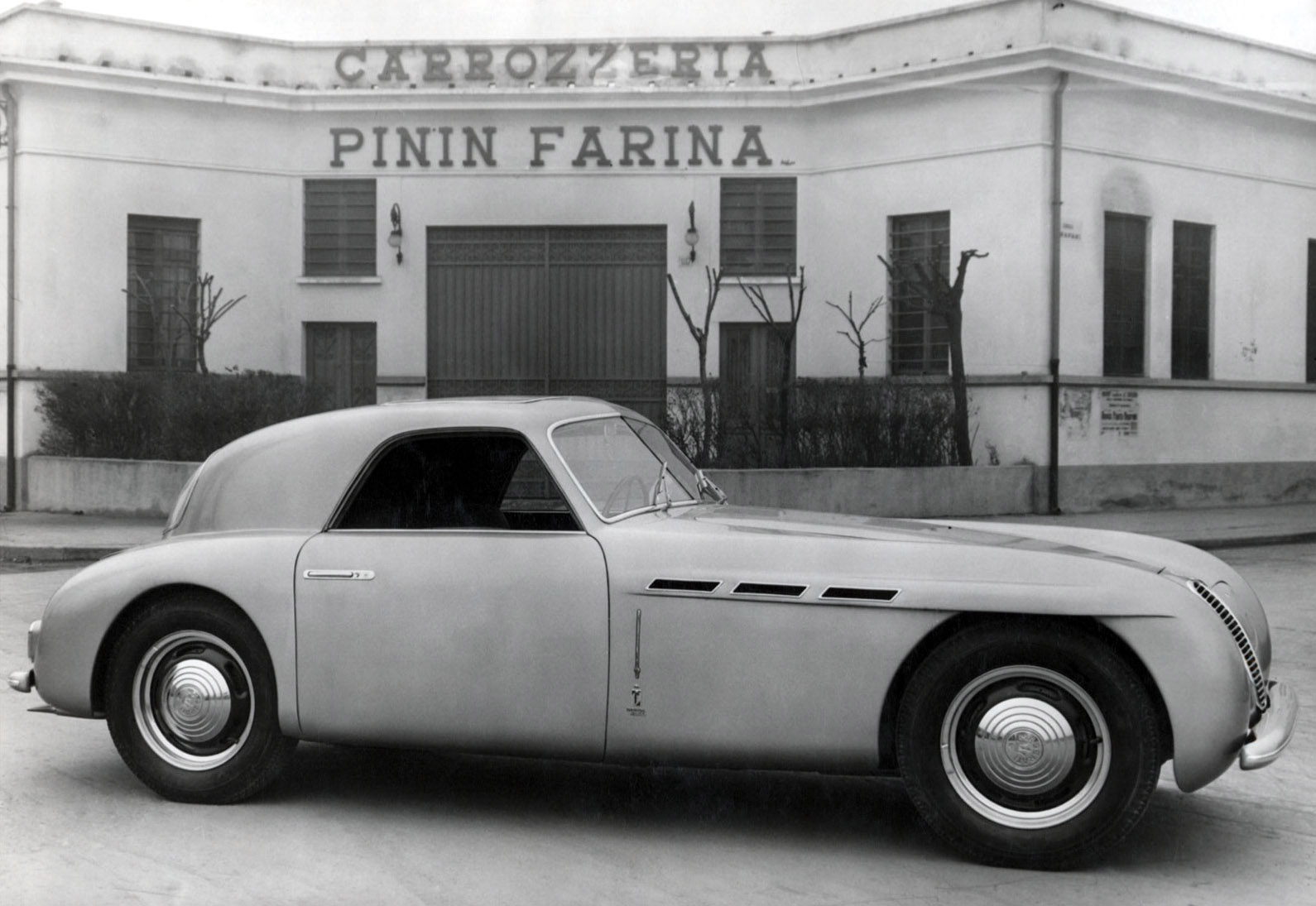
Первый прототип с кузовом от Pininfarina
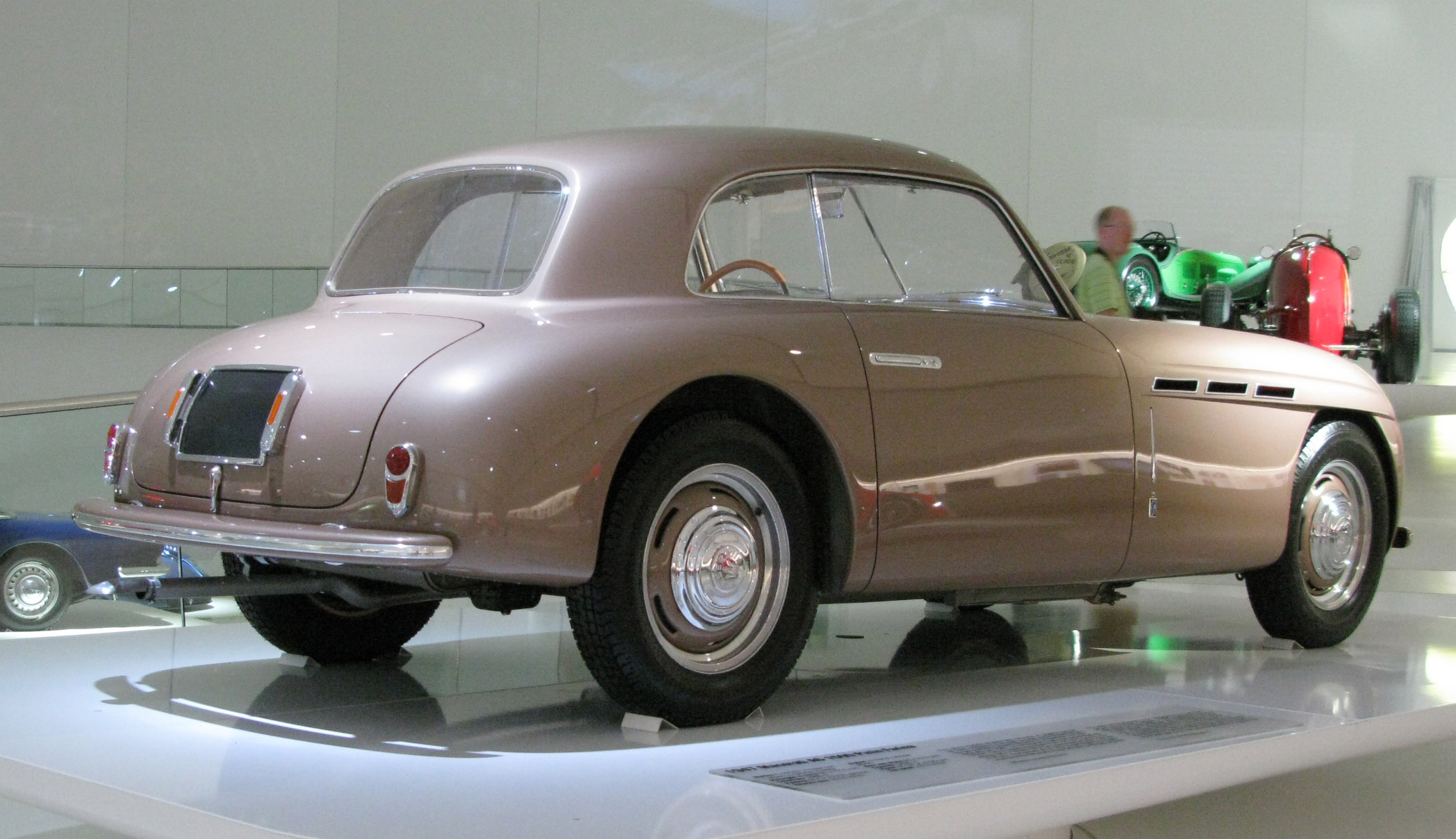
Вид сзади, ранняя модель кузова Pininfarina
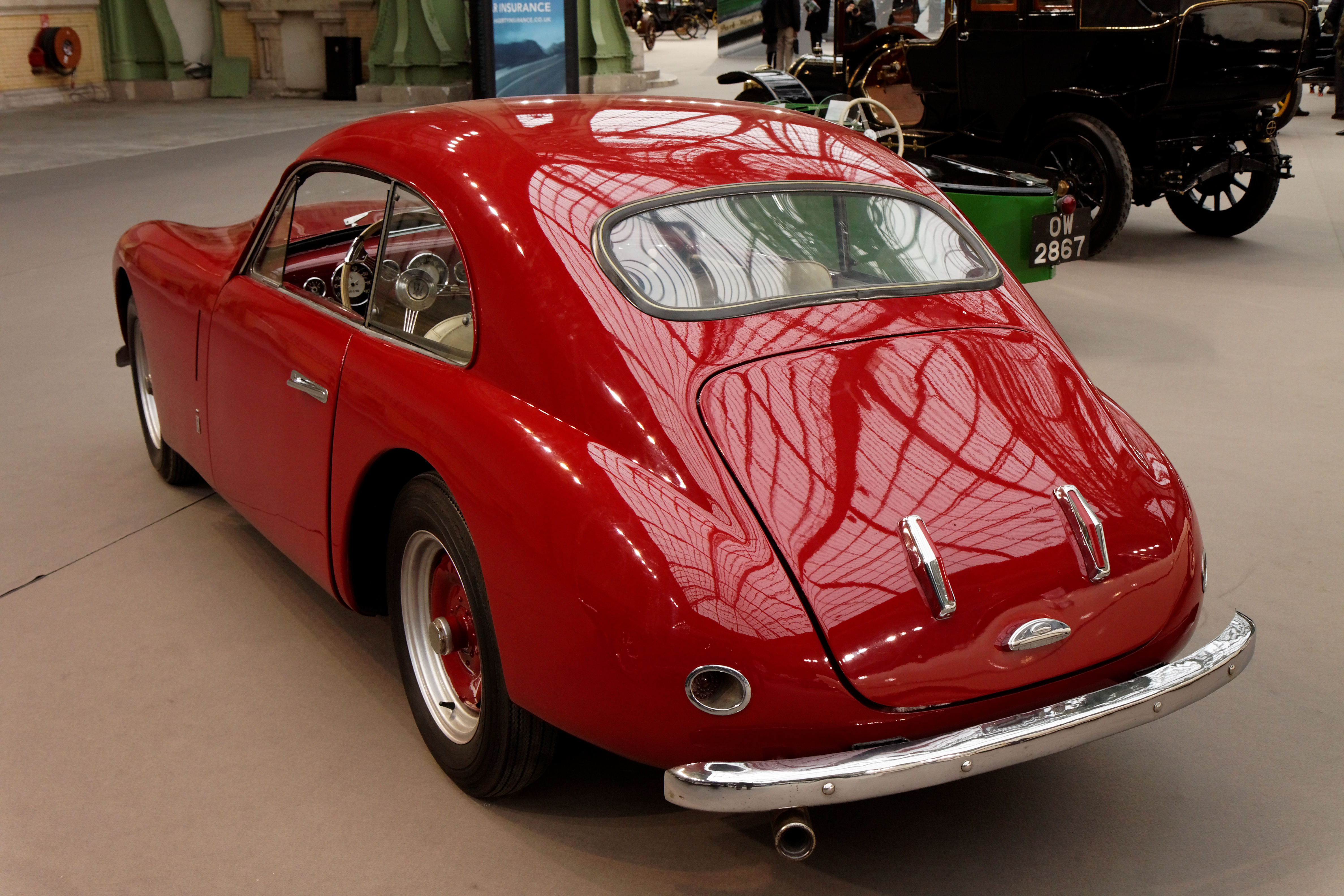
Поздняя модель фастбэка 2+2[англ.] от Pininfarina
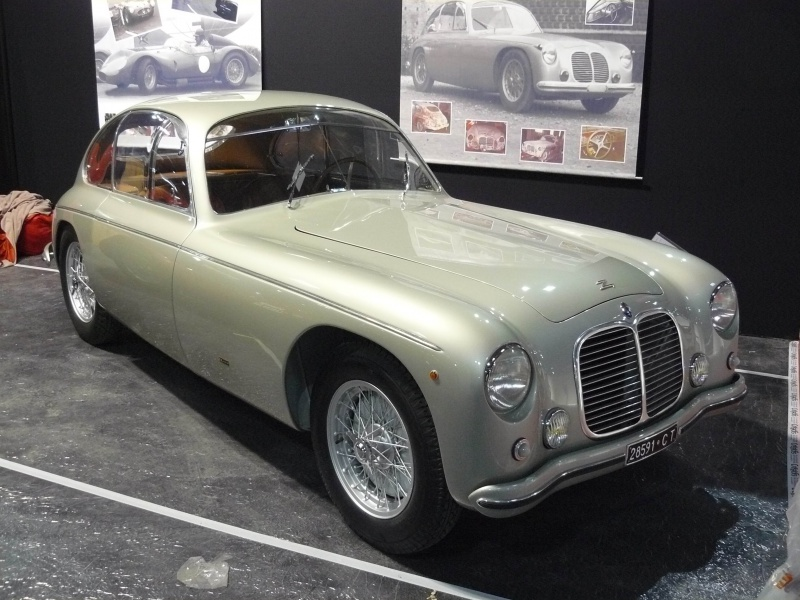
Единственный экземпляр A6 1500 Zagato Panoramica

## A6G 2000
Улучшенный A6G 2000 (официально 2000 Gran Turismo) начал заменять A6 1500 с 1950 года. Двигатель A6 был увеличен до 2 литров (1954,3 куб. см) (диаметр цилиндра 72 мм, ход поршня 80 мм); он сохранил один газораспределительный механизм. Также благодаря тройным карбюраторам мощность составляла от 90 до 100 л. с. (66 и 74 кВт), а максимальная скорость варьировалась от 160 до 180 км/ч. Шасси сохранило те же размеры, что и у A6 1500, но задняя ось теперь была оснащена полуэллиптическими рессорами.

Модель дебютировала на Туринском автосалоне 1950 года с кузовом от Pininfarina. Всего было построено шестнадцать автомобилей, все между 1950 и 1951 годами. Девять получили кузов фастбэк 2+2  от Pininfarina; Pietro Frua сделали пять кабриолетов и одно купе; наконец, один получил кузов купе от Carrozzeria Vignale, разработанный Джованни Микелотти.

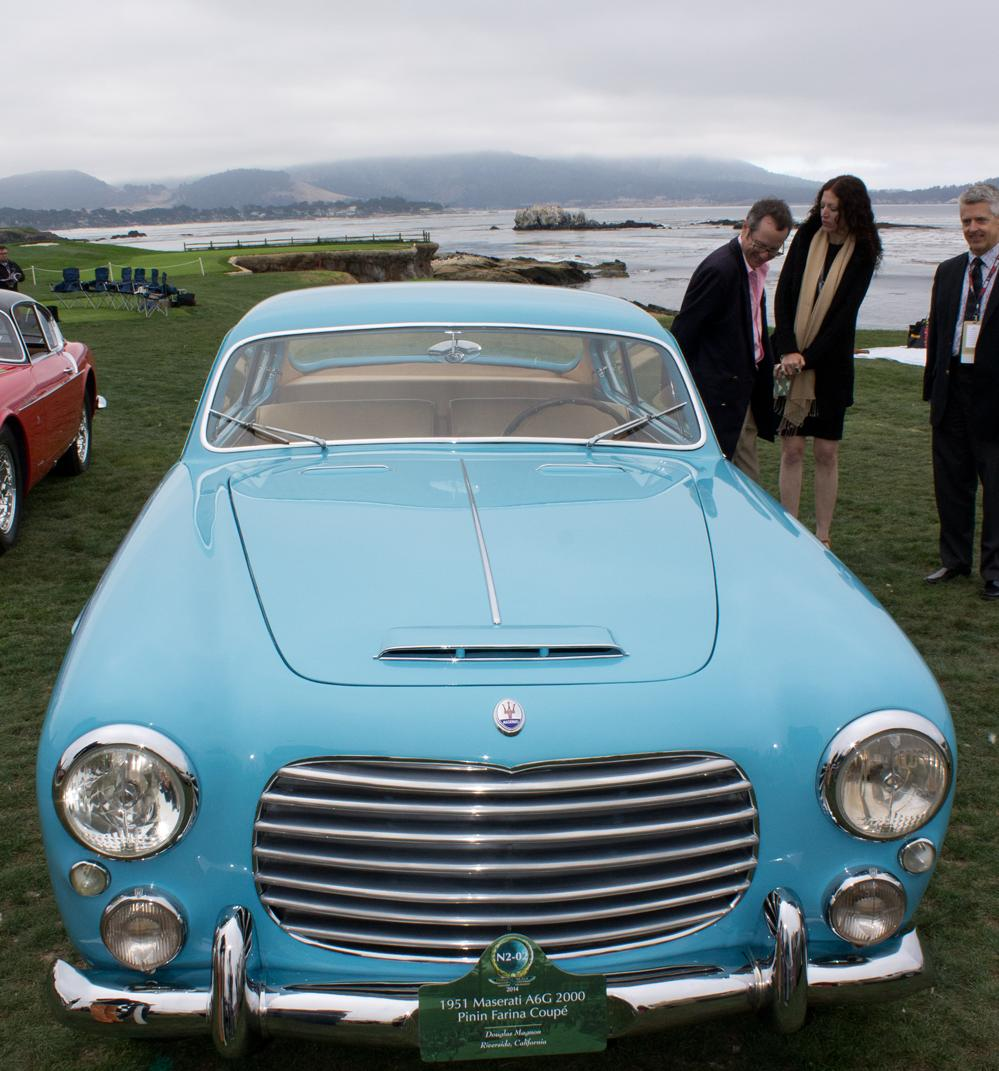
A6G 2000 от Pininfarina 1951 года
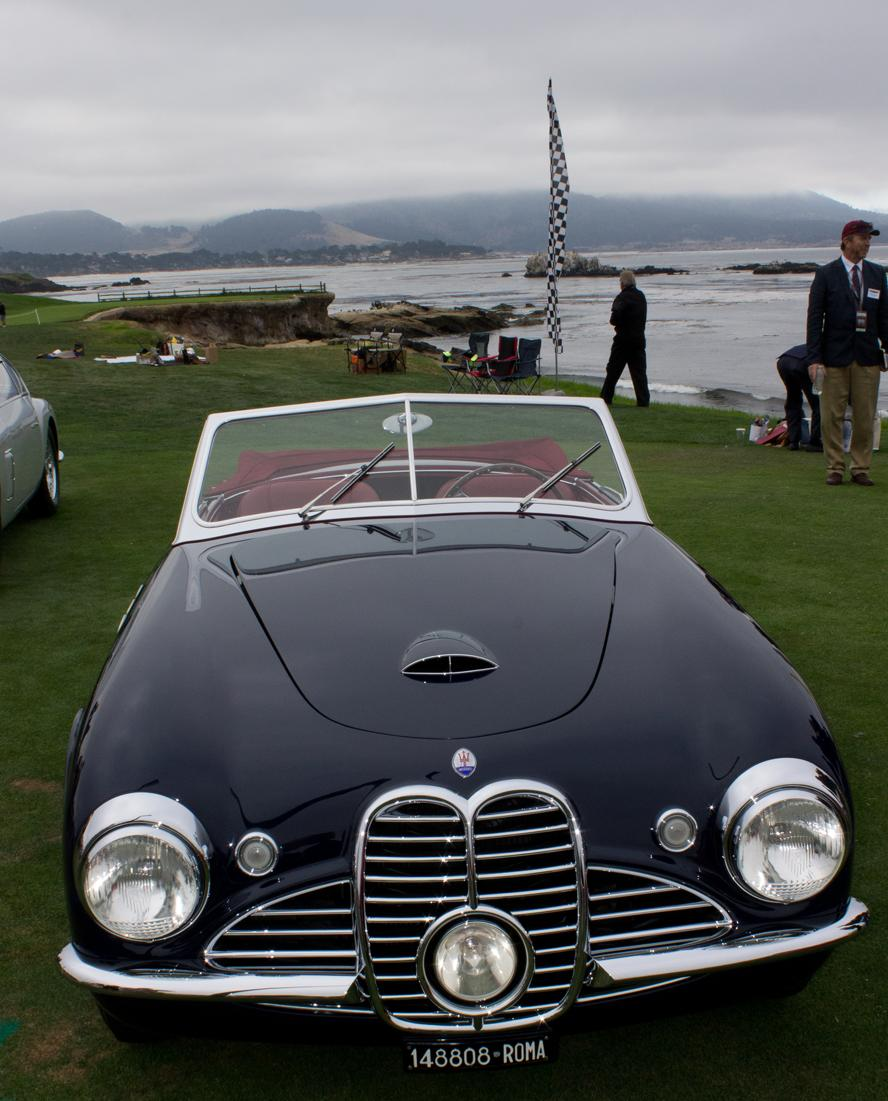
A6G 2000 спайдер от Pietro Frua[англ.] 1951 года
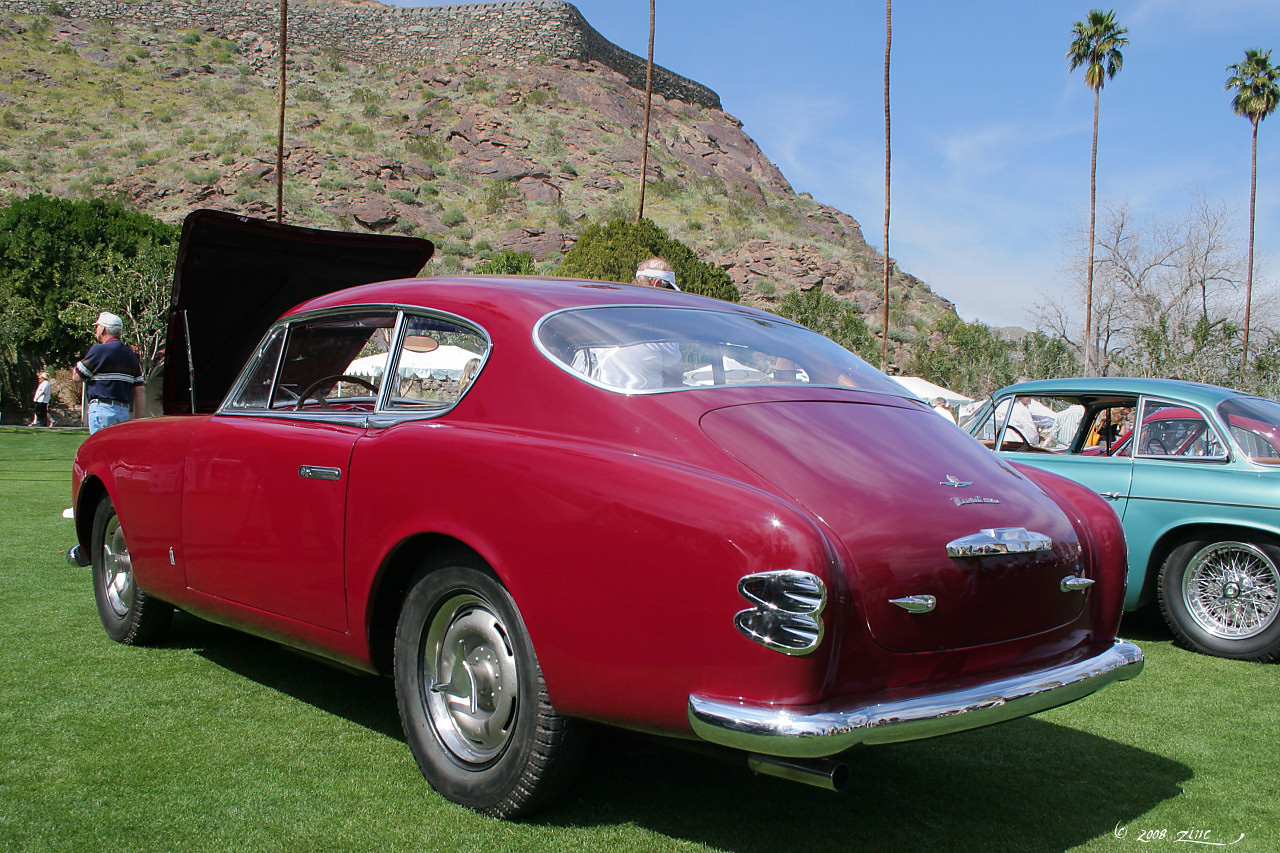
A6G 2000 от Pininfarina, вид сзади 1951 года
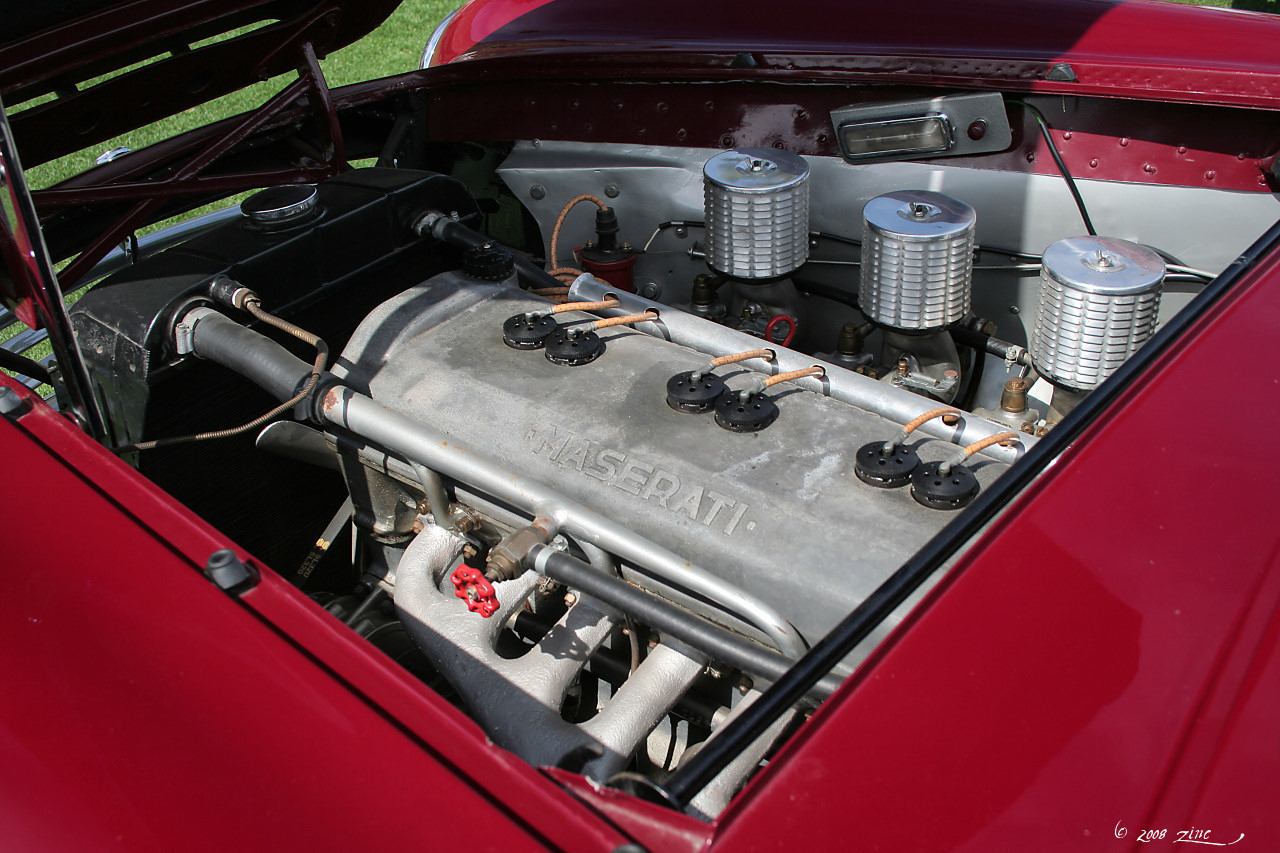
Двигатель A6G 2000

## A6GCM
Maserati A6GCM (1951–1953) — двенадцать 2-литровых одноместных («M» значит монопост) гоночных автомобилей (160–190 л. с.), разработанных Джоаккино Коломбо и построенных Медардо Фантуцци. A6 SSG (1953) был переделкой GCM, которая была похожа на будущую Maserati 250F. Переделанная версия выиграла Гран-при Италии 1953 года под управлением Хуана Мануэля Фанхио.

## A6GCS/53
Для участия в чемпионате мира по гонкам на спорткарах в 1953 году был разработан A6GCS/53. Двигатель был улучшен до мощности 170 л. с. (125 кВт). A6GCS/53 обычно были спайдерами, изначально разработанными Медардо Фантуцци, а затем кузова для них устанавливались либо Carrozzeria Fantuzzi, либо Челестино Фиандри из Carrozzeria Fiandri e Malagoli. Было выпущено пятьдесят два экземпляра. В это число входят четыре берлинетты, разработанные Альдо Бровароне в Pininfarina, и один спайдер. Это был окончательный дизайн этой модели Maserati на следующие пять десятилетий, по заказу римского дилера Гульельмо Деи, который приобрел шесть шасси. Carrozzeria Vignale также изготовили один спайдер. В 1955 году Гульельмо Деи купил еще две шасси, под номерами 2109 и 2110, и нанял Carrozzeria Frua для создания двух моделей с открытым верхом. Эти автомобили получили двигатели от A6G/54 с гоночными модификациями, такими как смазка с сухим картером.

Этот автомобиль получил премию Polyphony Digital Award (награду, присуждаемую Казунори Ямаути, создателем серии игр Gran Turismo) на конкурсе элегантности Pebble Beach Concours d'Elegance в 2014 году.

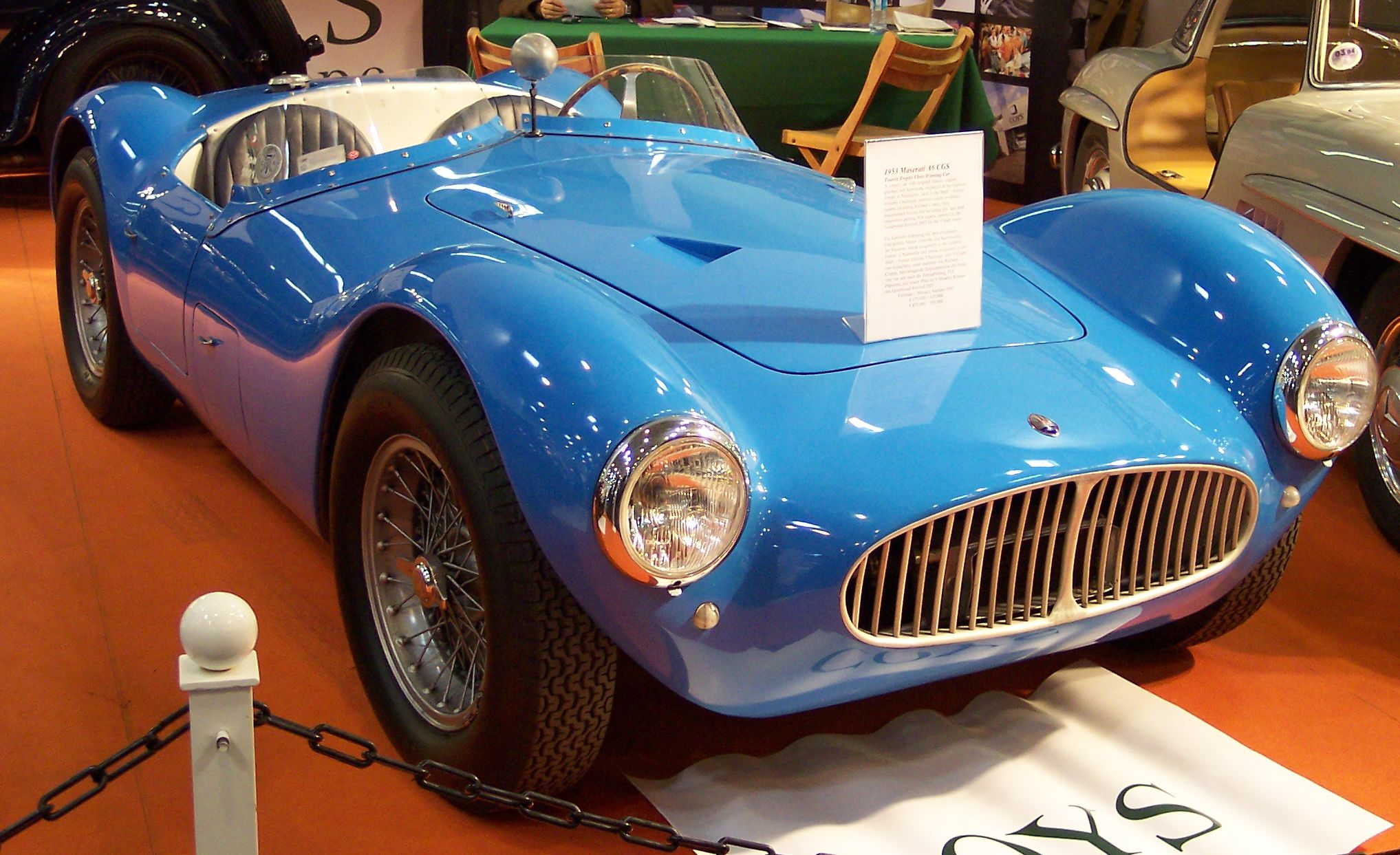
A6GCS/53 с кузовом-спайдер от Fantuzzi 1953 года
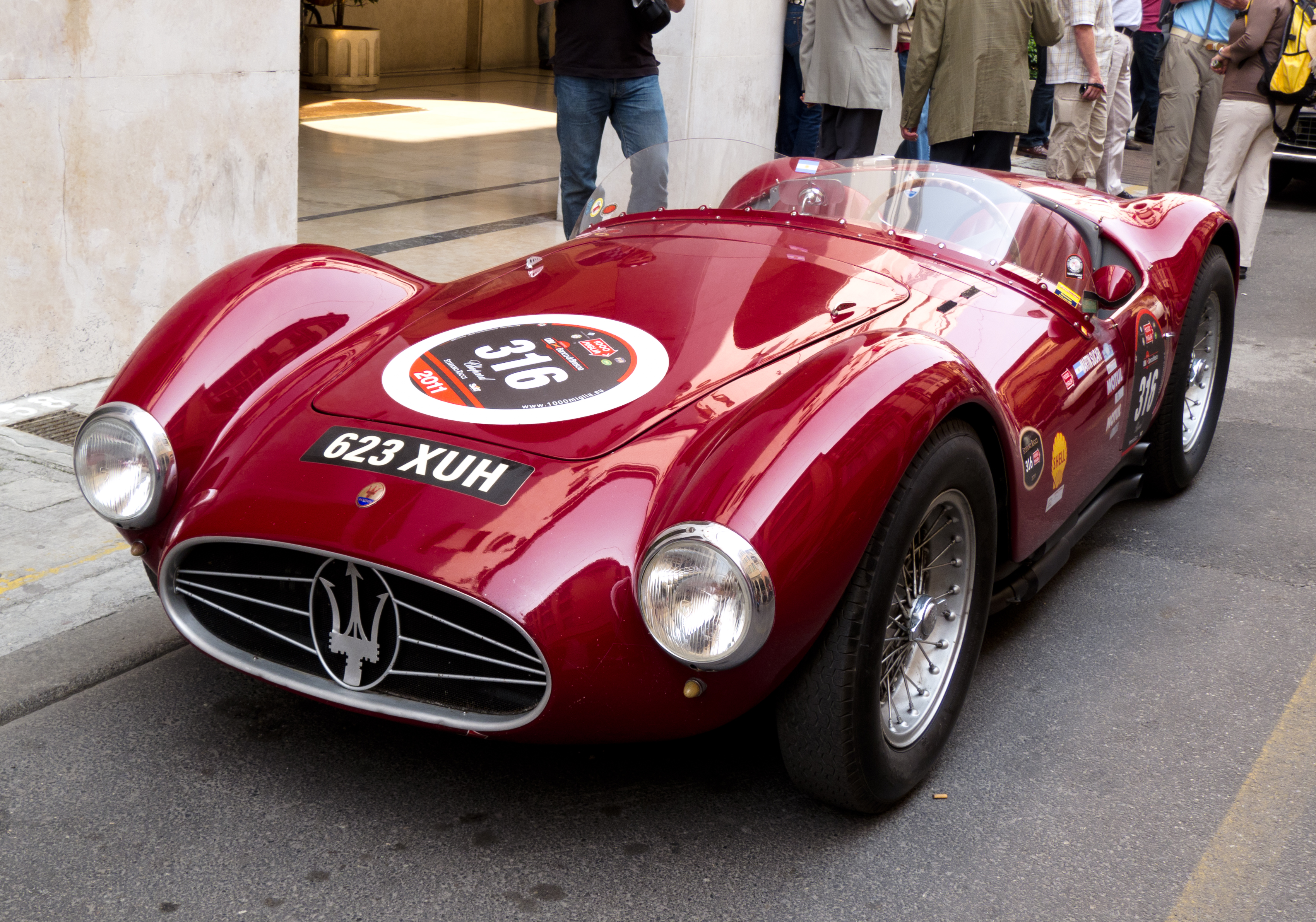
Maserati A6GCS (Fantuzzi) 1954 года выпуска на Mille Miglia в 2011 году
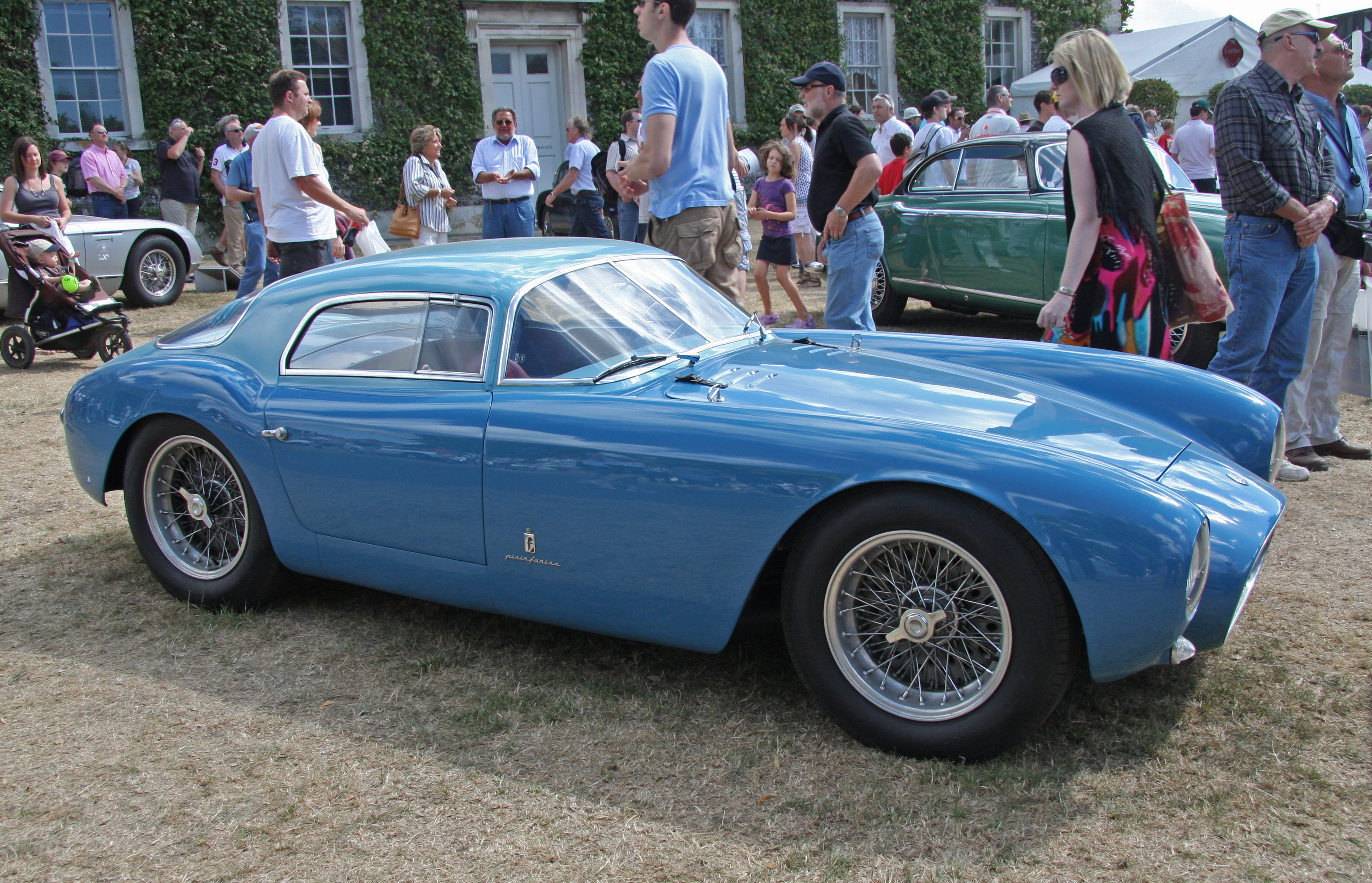
Maserati A6GCS берлинетта 1954 года выпуска на фестивале скорости в Гудвуде
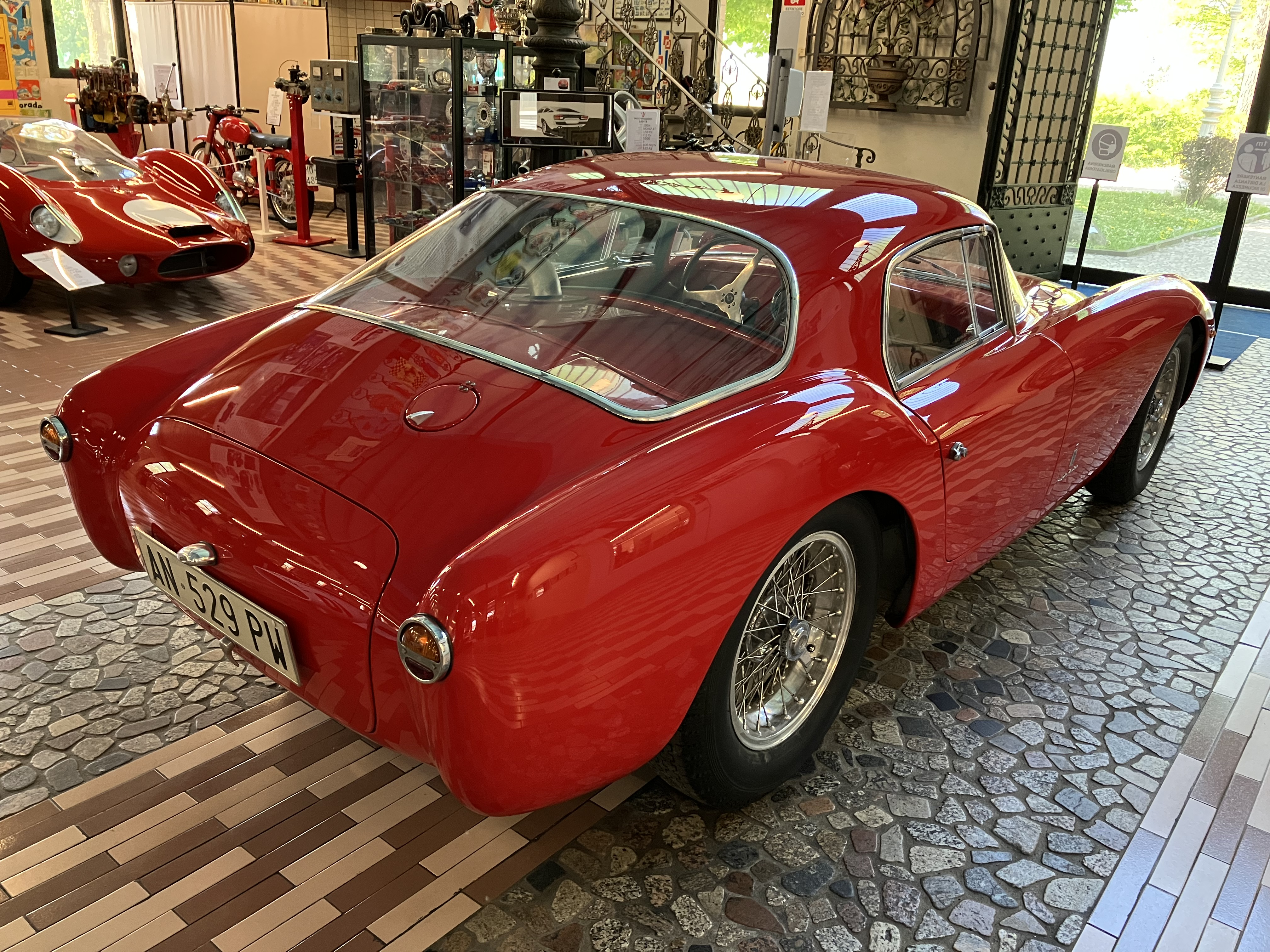
Вид сзади на берлинетту с кузовом от Pininfarina в музее Умберто Панини
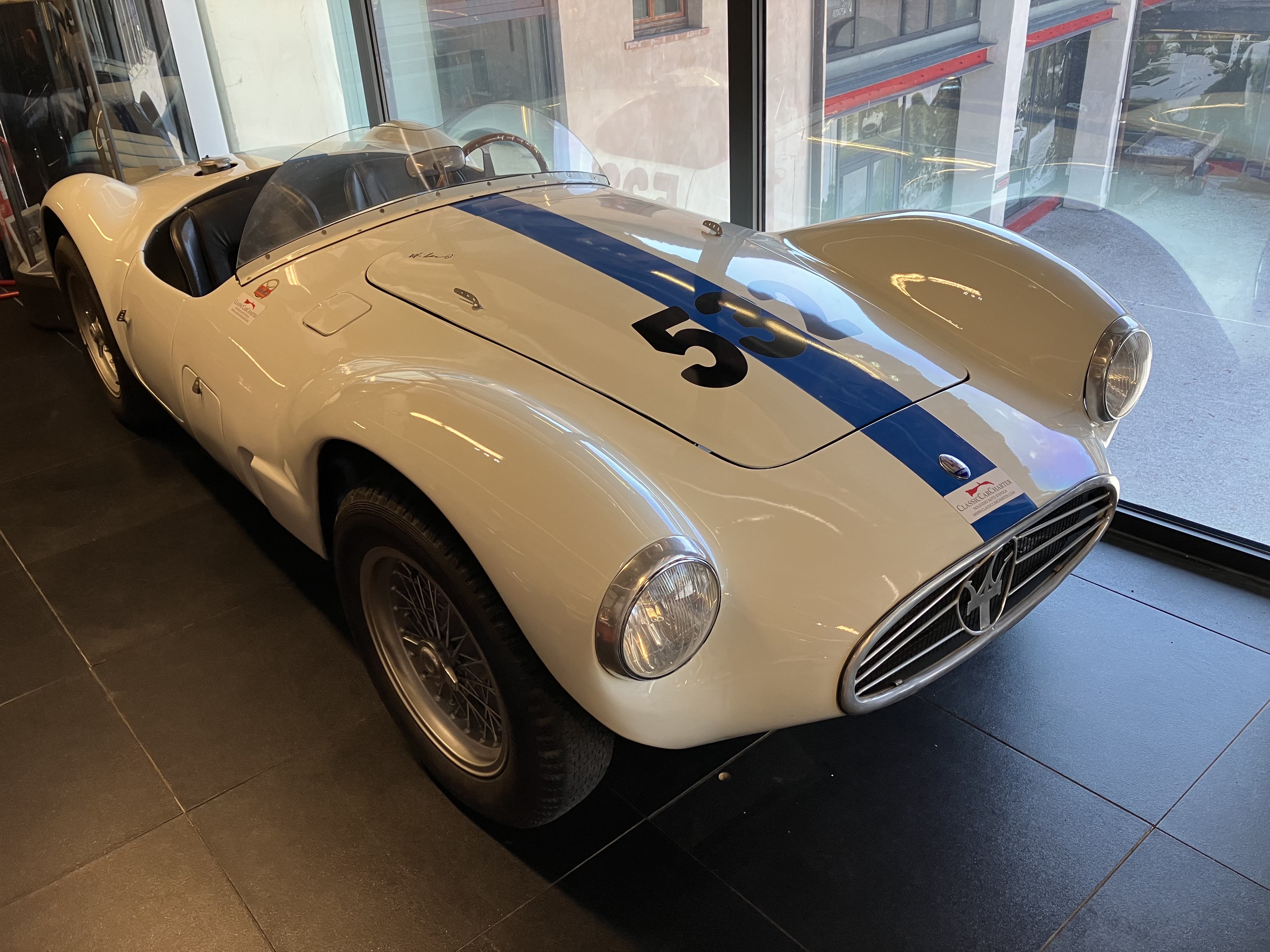
A6GCS/53 спайдер в музее Mille Miglia[англ.]
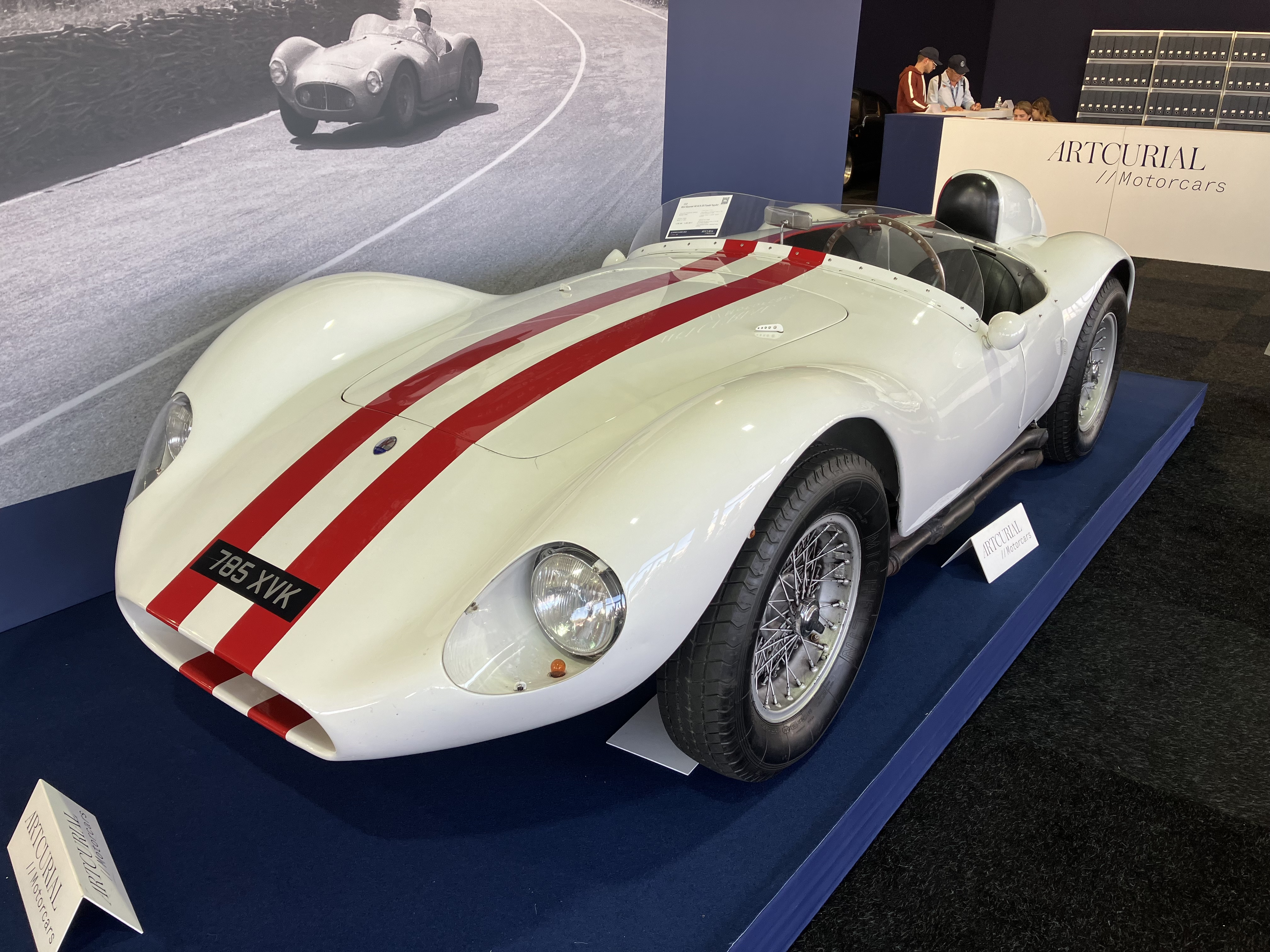
A6GCS/53 спайдер от Fiandri на гонке Le Mans Classic 2022 года
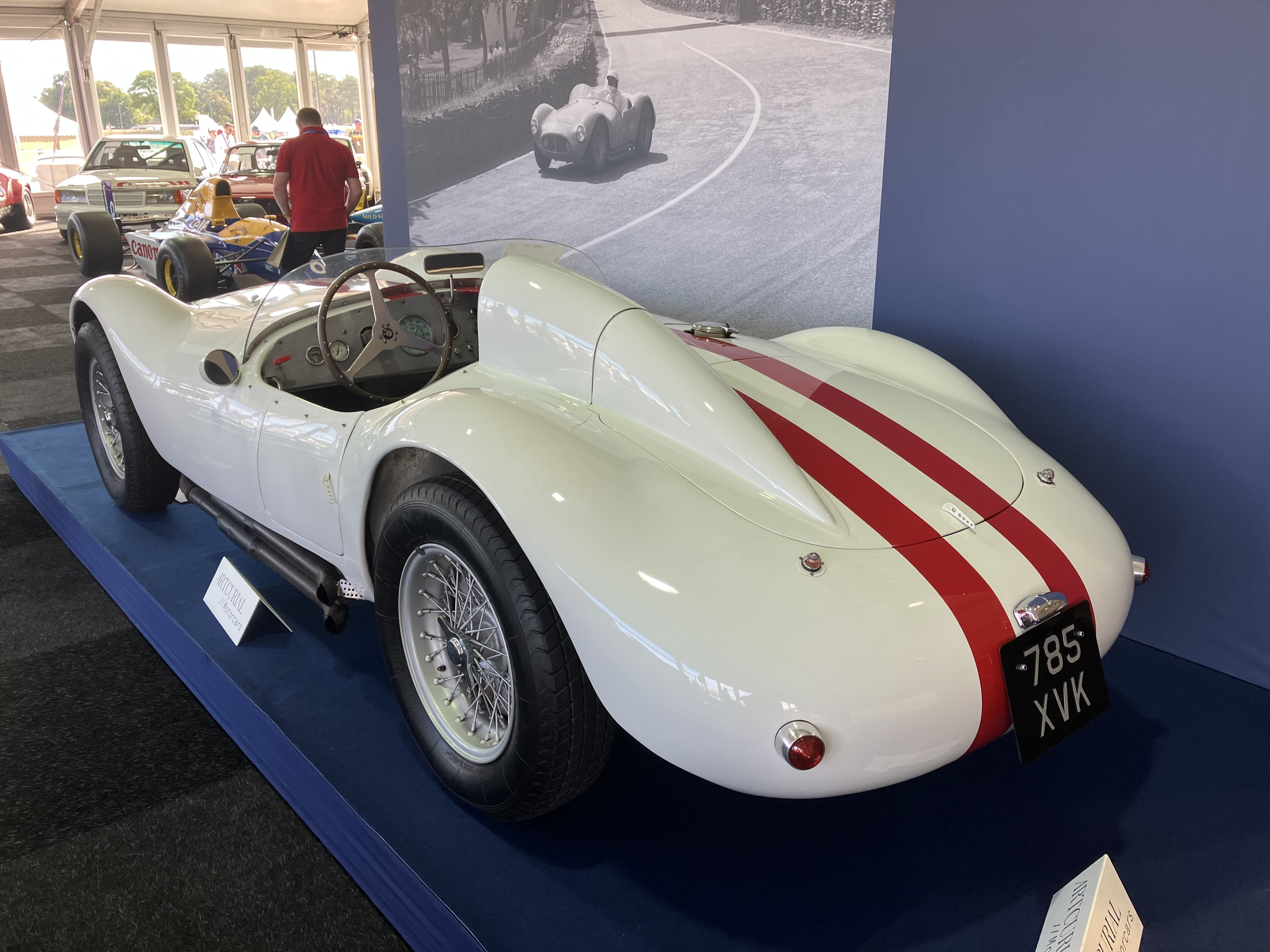
Вид сзади на A6GCS/53 спайдер от Fiandri

## A6G/54
После двухлетнего перерыва, на парижском автосалоне в 1954 году компания Maserati представила новый автомобиль класса Gran Turismo, A6G 2000 Gran Turismo, широко известный как A6G/54, чтобы отличить его от предшественника. Он был оснащен новым рядным шестицилиндровым двигателем с двумя газораспределительными механизмами, созданным на основе гоночных двигателей A6GCS и A6GCM, с диаметром цилиндра 76,5 мм и ходом поршня 72 мм при общем рабочем объеме 1985,6 куб. см (2,0 л). Питаемый тремя двухкамерными карбюраторами Weber DCO, он выдавал 150 л. с. (110 кВт;) при 6000 об./мин., что позволяло этим автомобилям развивать максимальную скорость от 195 до 210 км/ч. В 1956 году было добавлено двойное зажигание, и мощность увеличилась до 160 л. с. (118 кВт).

Общий объем производства между 1954 и 1956 годами составил 60 единиц. Предлагалось четыре варианта кузова: трехобъемное купе от Carrozzeria Allemano (выпущено 21 экземпляр, разработанных Микелотти), купе и Gran Sport спайдер от Pietro Frua (выпущено соответственно 6 и 12 экземпляров); и ориентированный на соревнования фастбэк от Zagato (20 сделано), а также один спайдер от Zagato, шасси под номером 2101, показанный в Женеве в 1955 году. Этот спайдер был куплен Хуаном Пероном, но его режим закончился прежде, чем Zagato смог закончить заказанные им изменения, и автомобиль был сохранен Maserati. После показа на парижском автосалоне в 1958 году он был продан американцу, проживавшему в городе. A6G/54 от Zagato шасси под номером 2155 получил уникальный стиль кузова купе после того, как был разбит во время тест-драйва Джанни Загато. Отличается задней частью не от фастбэка и «веками» над фарами. Он также является одним из двух с крышей «двойной пузырь».

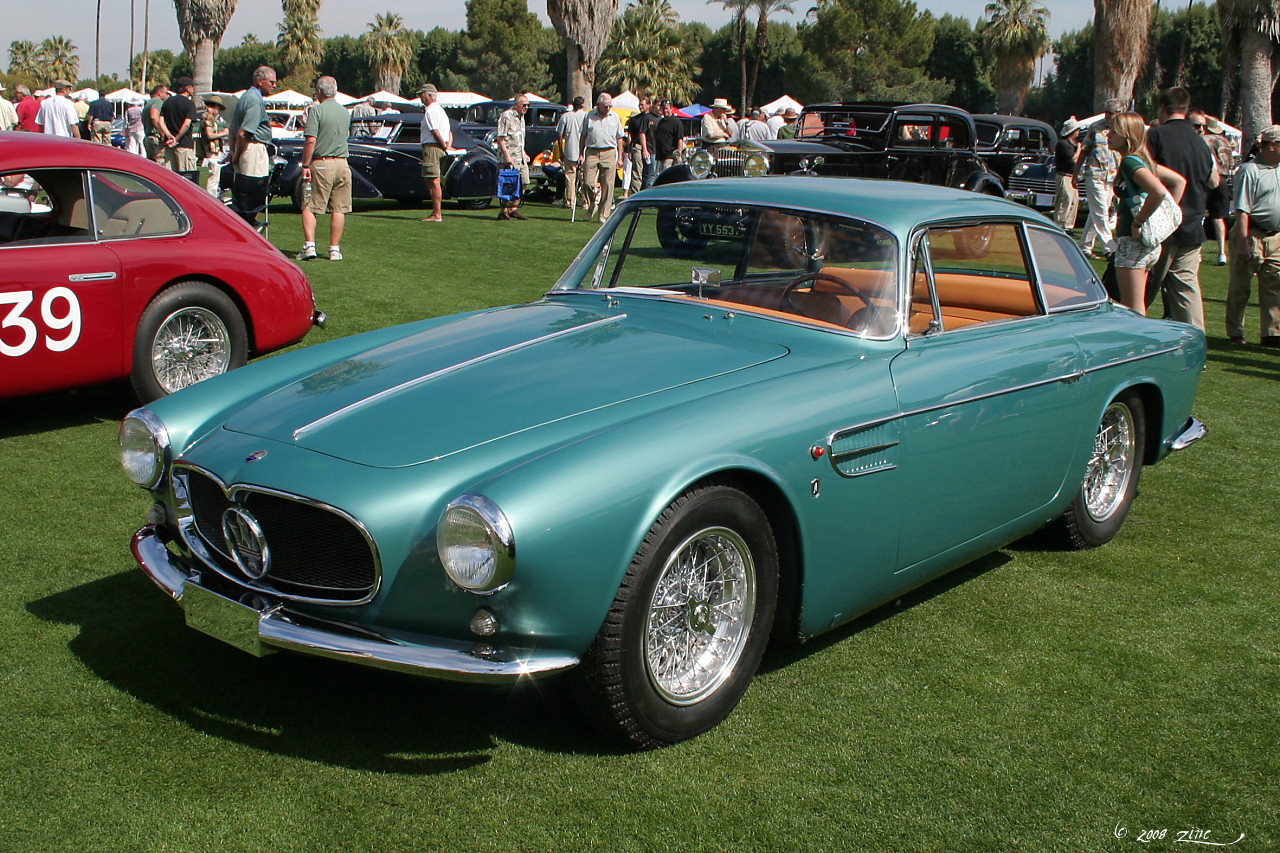
A6G/54 купе от Carrozzeria Allemano 1956 года
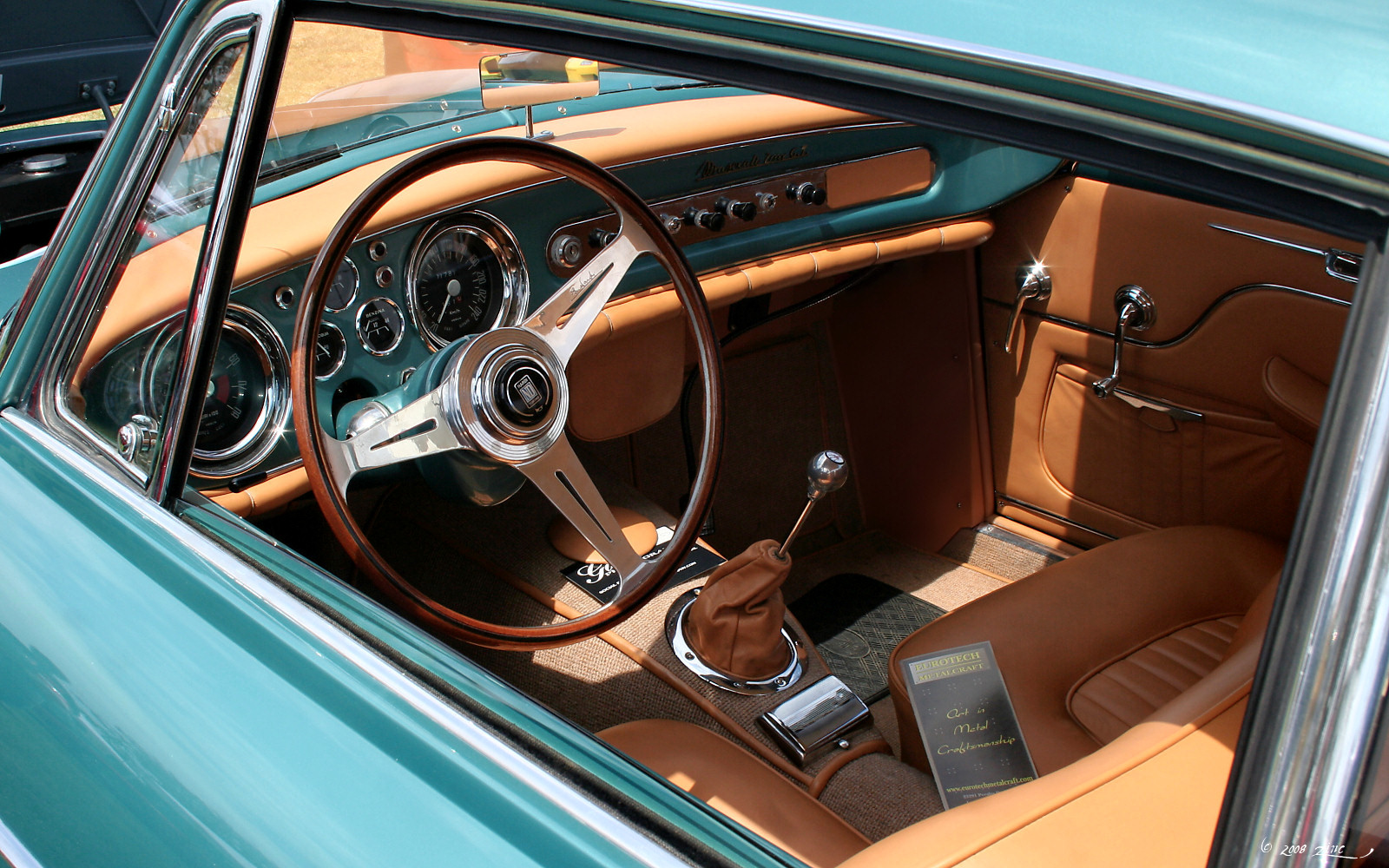
Интерьер A6G/54 купе от Carrozzeria Allemano 1956 года
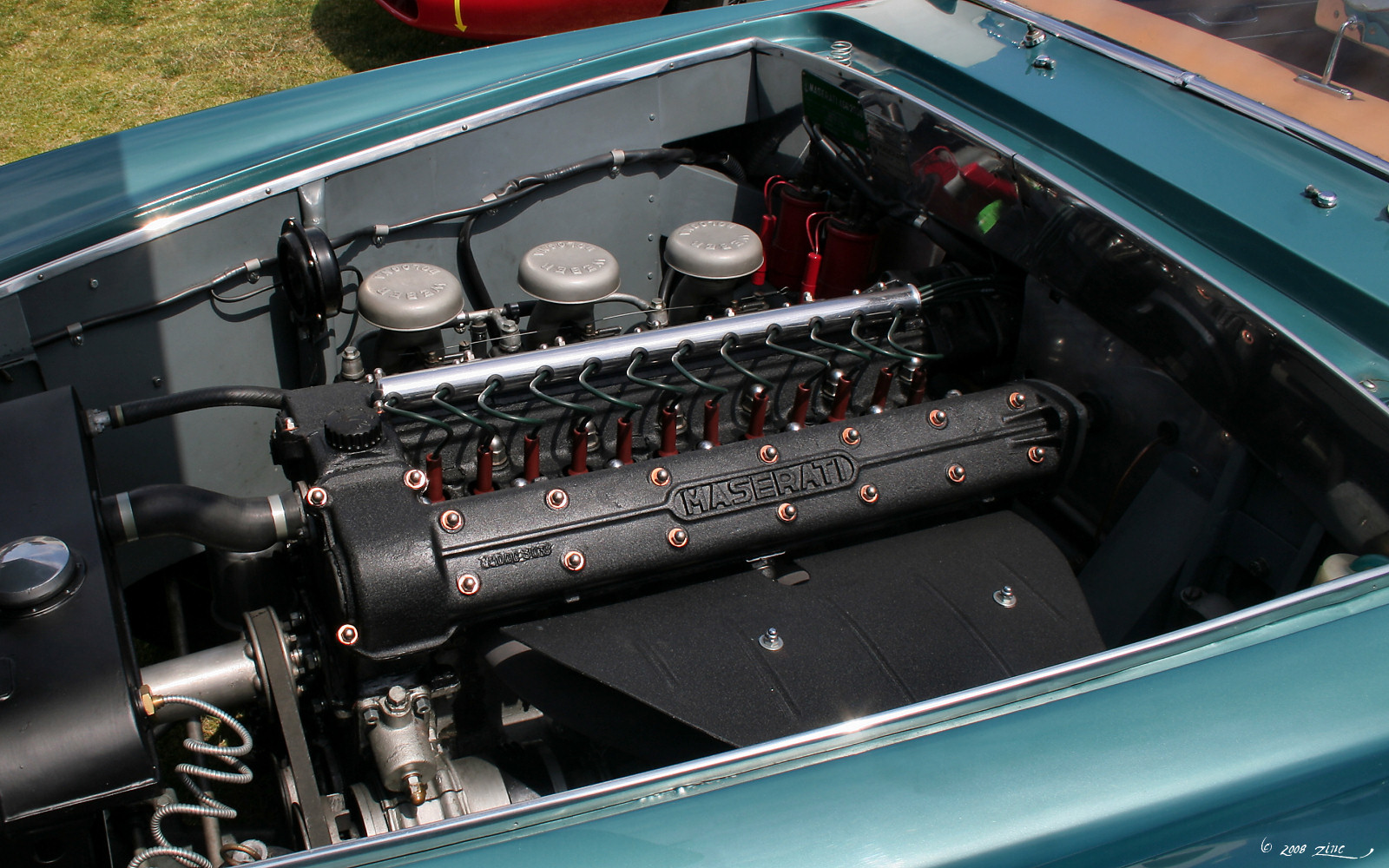
Двигатель того же автомобиля с двойным зажиганием.
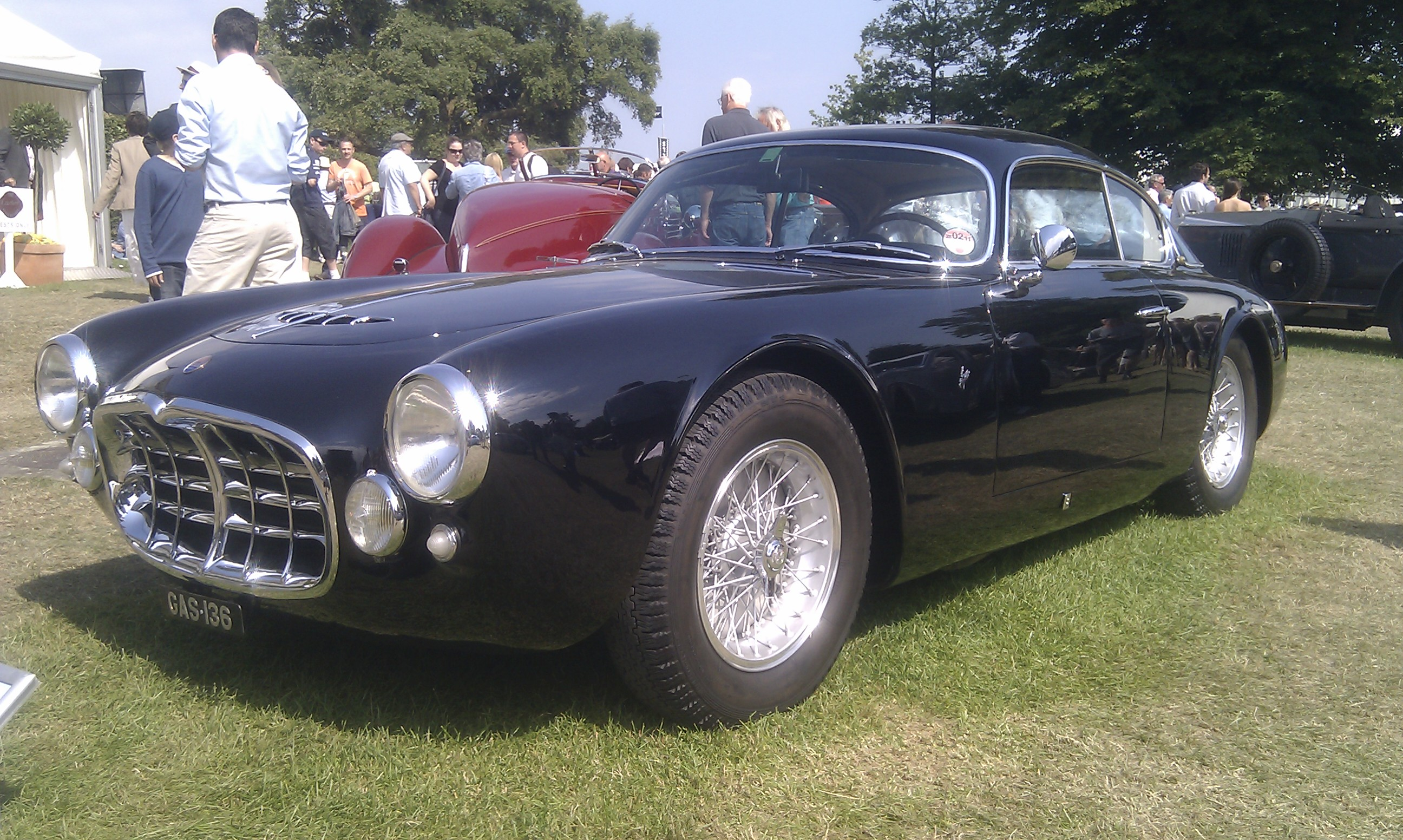
A6G/54 с кузовом купе от Pietro Frua 1955 года
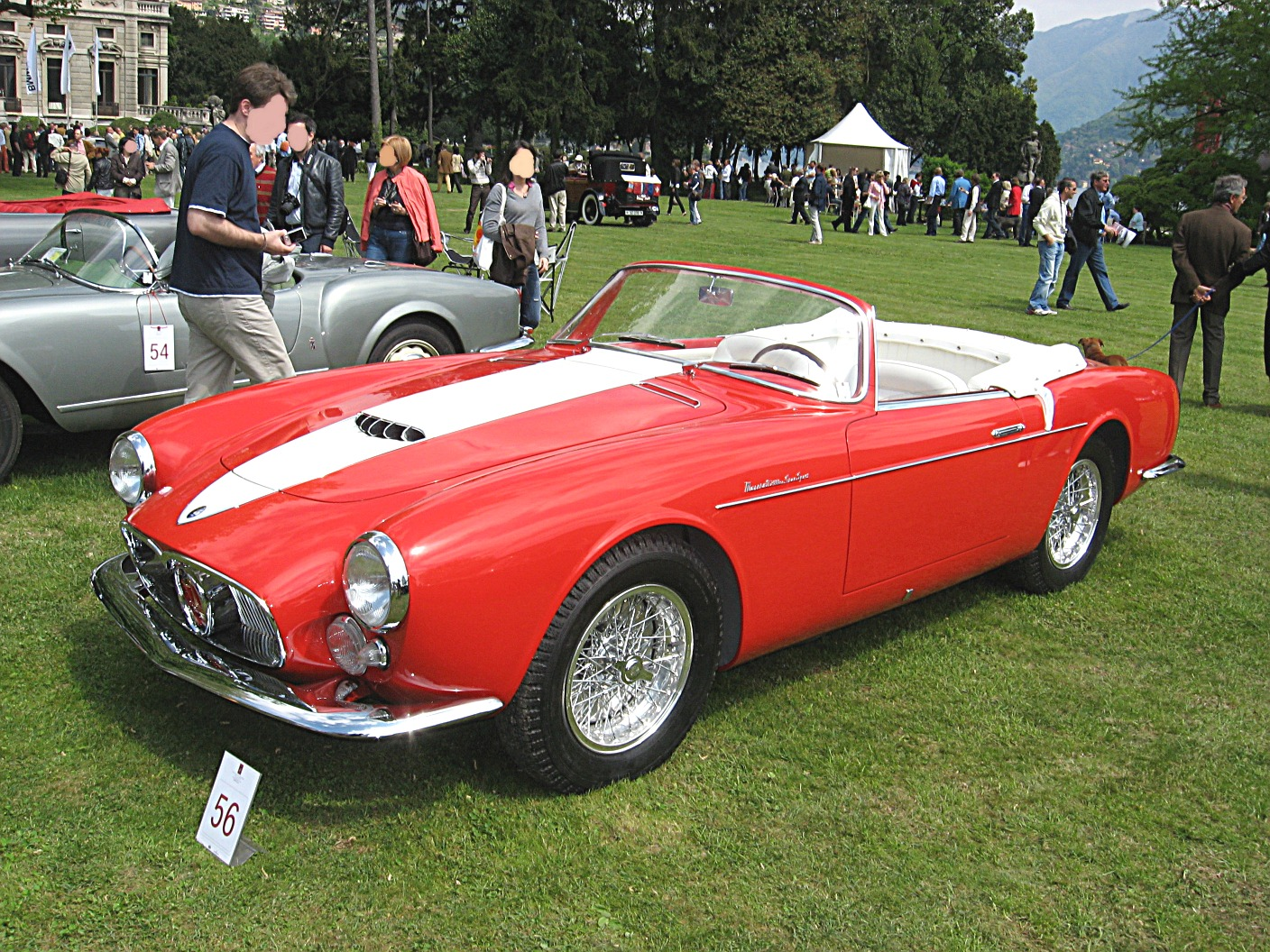
A6G/54 Gran Sport спайдер от Pietro Frua 1956 года
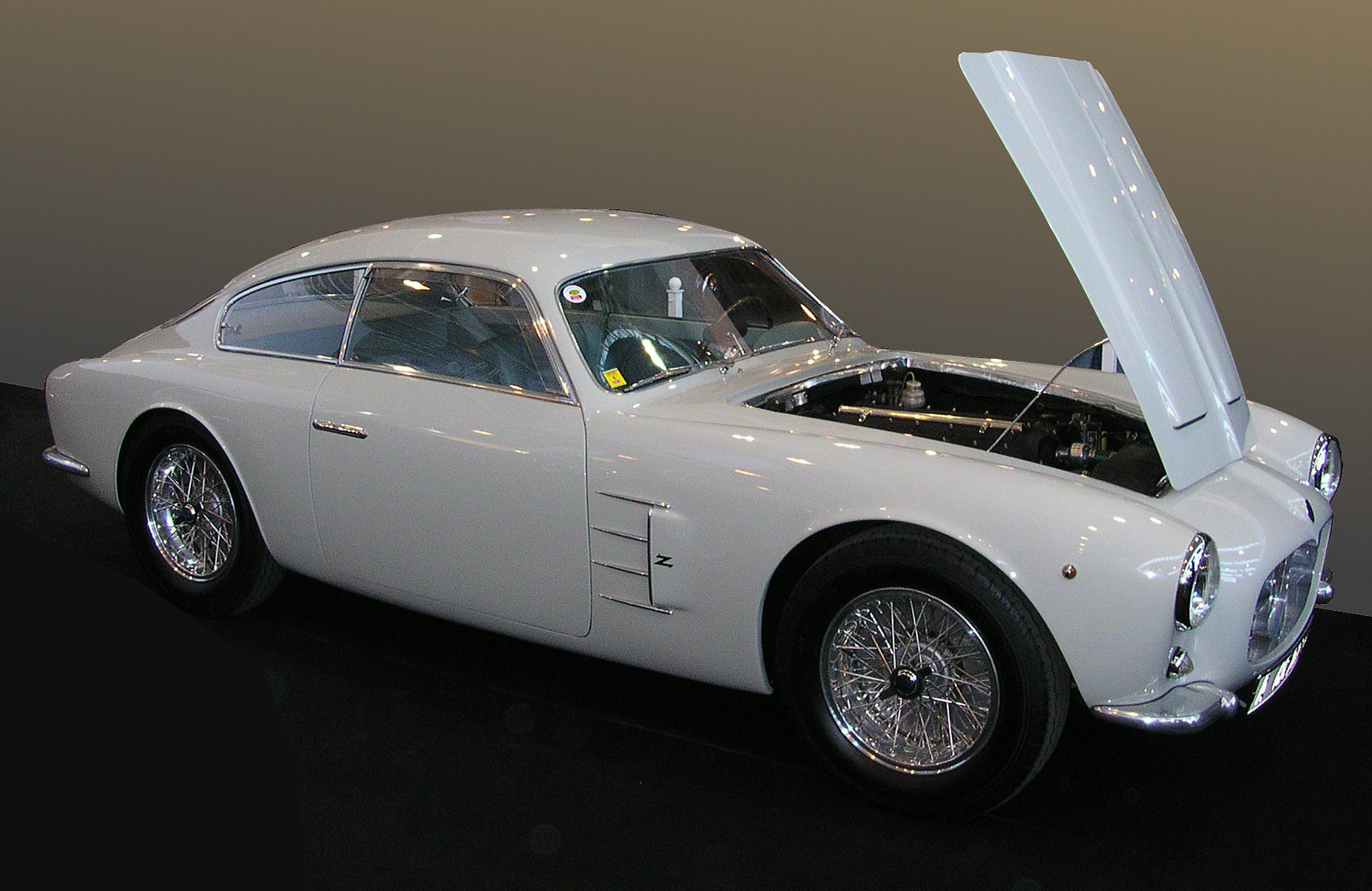
A6G/54 от Zagato 1956 года